# Faro di Punta Penna
Il faro di Punta Penna è un faro marittimo italiano situato nel comune di Vasto, in provincia di Chieti. Alto 70 metri, è il secondo faro più alto d'Italia dopo la Lanterna di Genova e uno dei fari tradizionali più alti al mondo.
Il segnalamento si trova su un promontorio in via Madonna della Penna presso il porto di Vasto. Venne scelta questa località perché importante sotto il profilo strategico: secondo il parere dei tecnici, il sito costituiva un vero e proprio porto naturale, il più importante tra Ancona e Bari.

## Storia
Costruito tra il 1909 ed il 1912 dall'Impresa Fratelli Giovanni, Salvatore e Antonio Tenaglia di Orsogna (CH), la struttura ora visibile non è quella originale del 1912, data dell'inaugurazione, ma una ricostruzione, utilizzando il medesimo progetto, poiché nel 1944 la Wehrmacht, esercito tedesco in ritirata, distrusse il faro. La demolizione venne completata due anni dopo e il 2 maggio 1948 fu inaugurato di nuovo.

## Architettura
Costruito sul disegno di Olindo Tarcione, il faro si presenta come una costruzione in muratura a forma di torre; alla base vi è una costruzione di due piani in cui sono rimessi gli alloggi per le famiglie dei due responsabili che permanentemente si occupano del faro, che tuttora è presidiato, e alcuni uffici amministrativi.

Una scala a chiocciola di 307 scalini conduce alla sommità.

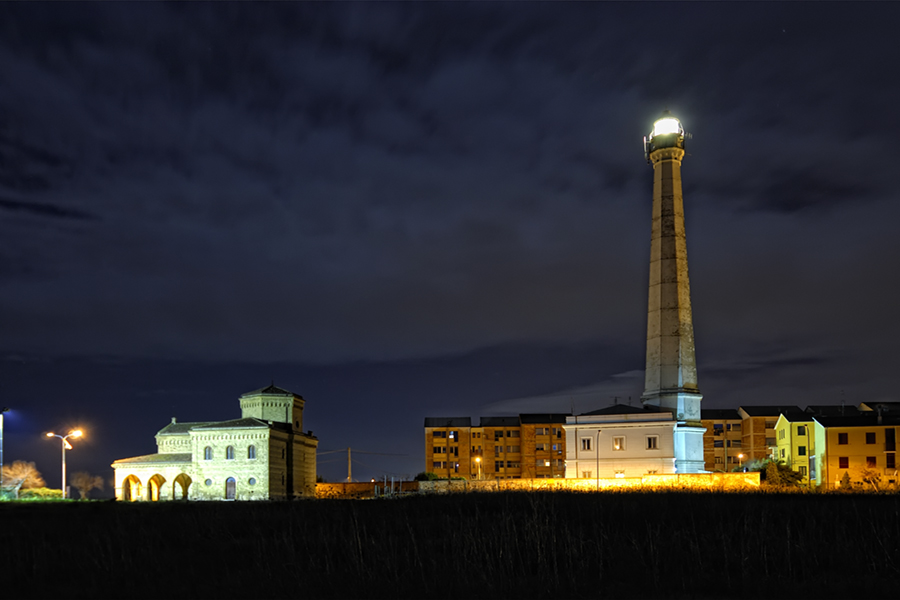
Il faro di notte

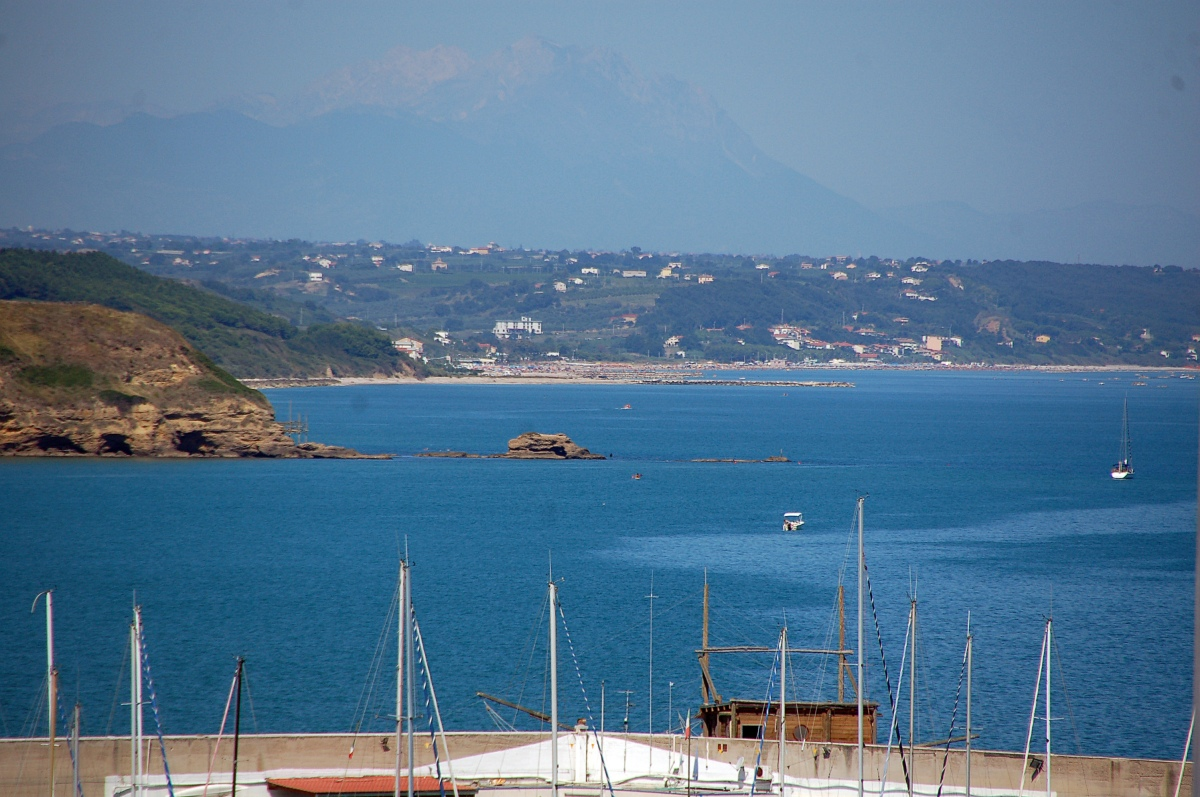
La zona turistica del porto di Vasto, nella zona di Punta Penna

## Curiosità
- Il faro e la Chiesa di S.Maria di Pennaluce hanno dato origine in passato a numerose leggende che le avvolgono di fascino e mistero. Si narra che la statua della Madonna della Penna, dopo esser stata trafugata da pirati turchi, fu ritrovata nel medesimo posto dove fu sottratta, mentre la nave dei pirati affondò.
- Nella seconda domenica di maggio viene celebrata una festa nella piccola Chiesa adiacente al faro, in cui si realizza una lunga processione di motopescherecci e barche[5].
- Il faro è stato scelto dal regista Riccardo Milani nel 2003 come ambientazione del film Il posto dell'anima, con Michele Placido e Silvio Orlando.